# Техеда, Анай
Анай Техеда Кесада (исп. Anay Tejeda Quesada; род. 3 апреля 1983, Гавана) — кубинская легкоатлетка, специалистка по барьерному бегу и спринту. Выступала за сборную Кубы по лёгкой атлетике в 1999—2010 годах, обладательница бронзовых медалей чемпионата мира в помещении и Панамериканских игр, двукратная чемпионка Игр Центральной Америки и Карибского бассейна, действующая рекордсменка страны в барьерном беге на 50, 60 и 100 метров, участница двух летних Олимпийских игр.

## Биография
Анай Техеда родилась 3 апреля 1983 года в муниципалитете Марьянао, Гавана.
Первого серьёзного успеха на международном уровне добилась в сезоне 1999 года, когда вошла в состав кубинской сборной и выступила на юношеском мировом первенстве в Быдгоще, где в зачёте бега на 100 метров с барьерами выиграла бронзовую медаль.
В 2000 году на юниорском мировом первенстве в Сантьяго в той же дисциплине стала седьмой.
В 2002 году была лучшей на первенстве Центральной Америки и Карибского бассейна в Бриджтауне, а также на юниорском мировом первенстве в Кингстоне.
На Панамериканских играх 2003 года в Санто-Доминго в финале 100-метрового барьерного бега финишировала восьмой.
В 2004 году стартовала в беге на 60 метров с барьерами на чемпионате мира в помещении в Будапеште. Благодаря череде успешных выступлений удостоилась права защищать честь страны на летних Олимпийских играх в Афинах — на предварительном квалификационном этапе бега на 100 метров с барьерами показала время 13,24, чего оказалось недостаточно для выхода в полуфинальную стадию.
В 2005 году дошла до полуфинала на чемпионате мира в Хельсинки, была пятой на Всемирной Универсиаде в Измире.
В 2006 году в дисциплине 60 метров с барьерами дошла до полуфинала на чемпионате мира в помещении в Москве. На Центральноамериканских и Карибских играх в Картахене одержала победу в беге на 100 метров с барьерами и в эстафете 4 × 100 метров.
На Панамериканских играх 2007 года в Рио-де-Жанейро заняла пятое место в барьерном беге на 100 метров и вместе с соотечественницами завоевала бронзовую награду в эстафете 4 × 100 метров. На чемпионате мира в Осаке остановилась в полуфинале.
В 2008 году взяла бронзу в барьерном беге на 60 метров на чемпионате мира в помещении в Валенсии. В барьерном беге на 100 метров превзошла всех соперниц на чемпионате Центральной Америки и Карибского бассейна в Кали. В тех же дисциплинах установила ныне действующие рекорды Кубы — 7,90 и 12,61 соответственно. Принимала участие в Олимпийских играх в Пекине — в программе бега на 100 метров с барьерами благополучно преодолела предварительный квалификационный этап, тогда как в полуфинальном забеге сошла с дистанции.
В 2009 году отметилась победами на ALBA Games и на домашнем чемпионате Центральной Америки и Карибского бассейна в Гаване. На чемпионате мира в Берлине дошла до полуфинала.
В 2010 году в барьерном беге на 60 метров стала четвёртой на чемпионате мира в помещении в Дохе, в барьерном беге на 100 метров выиграла иберо-американский чемпионат в Сан-Фернандо. По окончании сезона завершила спортивную карьеру.